# Jubileeën
Het boek Jubileeën ook wel De Openbaring van Mozes genoemd is een pseudepigraaf. Het is een van oorsprong Joods boek, maar het grootste deel van het boek is alleen bekend in een tekstversie die in later tijd door christenen is aangevuld en bewerkt.

## Inhoud
Het boek Jubileeën is een hervertelling van wat beschreven wordt in het Bijbelboek Genesis en de eerste twaalf hoofdstukken van Exodus. Daarbij wordt de geschiedenis ingedeeld in perioden van 49 jaar (dat wil zeggen 7x7 zogenaamde 'jaarweken').
Het boek claimt van zichzelf een openbaring te zijn die Mozes op de Sinaï van God heeft ontvangen.
Zo geeft het boek meteen antwoord op de vraag hoe Mozes (die volgens de traditie de hele Pentateuch schreef) kon weten wat er in de begintijd was gebeurd.
De beschreven gebeurtenissen volgen redelijk de loop van de vertelling in het boek Genesis (vandaar dat het boek in de oudheid ook wel werd aangeduid als 'Klein Genesis'), maar met allerlei aanpassingen. Geografische en historische details, al dan niet fictief van aard, zijn toegevoegd. Verder zijn zaken die in de tijd dat Jubileeën werd geschreven aanstootgevend waren of die in de Bijbeltekst vragen opriepen in het boek Jubileeën weggelaten of van nadere uitleg voorzien.
Een voorbeeld daarvan vinden we met betrekking tot Adam en Eva. In het boek Genesis hebben Adam en Eva drie zonen, maar worden dochters niet bij name genoemd. Wel staat in Genesis 5:4 dat Adam zonen en dochters kreeg. In hetzelfde boek wordt beschreven dat Kaïn na zijn verbanning vertrekt met een schijnbaar uit het niets opgedoken vrouw. Het kan natuurlijk niet anders dan dat die vrouw zijn zuster is, en dat Genesis niets van haar geboorte schrijft. Het boek Jubileeën ('Klein Genesis') probeert deze situatie uit te leggen. In Jubileeën hebben Adam en Eva drie zonen en twee dochters die met name worden genoemd, en daarna nog negen zoons. Dochter Awan, het derde kind, trouwt met Kaïn.
Het boek Jubileeën kent de volgende opbouw:
- Hoofdstuk 1: Inleiding
- Hoofdstuk 2-4: Schepping, verhalen over Adam en Eva
- Hoofdstuk 5-10: verhalen over Noach
- Hoofdstuk 11-23,8: verhalen over Abraham
- Hoofdstuk 23,9-32: Verval na de dood van Abraham
- Hoofdstuk 24-45: Jakob en zijn familie
- Hoofdstuk 46-50: verhalen over Mozes

Zoals de opbouw reeds impliceert, is Jakob - de stamvader van de Israëlieten - de belangrijkste persoon uit het boek Jubileeën.

## Tekst
De tekst van Jubileeën is in zijn geheel alleen bekend in het Ethiopisch. Deze Ethiopische tekst is vertaald uit een Griekse versie, waarvan echter niet meer dan enkele citaten bekend zijn. De Griekse versie is zelf echter ook weer een vertaling. Ook zijn fragmenten uit Jubileeën bekend in Latijnse en Syrische vertalingen.
Reeds aan het begin van de twintigste eeuw vermoedde men dat Jubileeën oorspronkelijk in het Hebreeuws geschreven was. Deze opvatting is bevestigd door de vondst van de Dode-Zeerollen bij Qumran, waaronder zich vijftien fragmentarisch bewaard gebleven exemplaren van het boek Jubileeën bevonden. Dit relatief grote aantal impliceert dat het boek voor de gemeenschap in Qumran van grote waarde was.

## Datering
De oudste Qumranfragmenten van het boek Jubileeën (4Qm16Juba en 4Qm17Jubb) worden gedateerd rond 100 v. Chr. Vrijwel zeker gaat het bij beide fragmenten niet om een autograaf, maar om kopieën van een reeds eerder bestaande tekst. Tegenwoordig dateert men Jubileeën doorgaans ongeveer halverwege de tweede eeuw v. Chr. Strikt genomen is een anoniem geschrift, maar omdat het boek de indruk wil wekken van een betrouwbare openbaring aan Mozes uit het verleden, terwijl het pas in ongeveer de tweede eeuw v.Chr. geschreven is, wordt het tot de pseudepigrafen gerekend.